# نايجل هنت
نايجل هنت (بالإنجليزية: Nigel Hunt)‏ هو لاعب اتحاد الرغبي نيوزيلندي وساموي، ولد في 14 مايو 1983 في أبيا في ساموا.

## وصلات خارجية
- نايجل هنت على موقع سلسلة سباعيات الرغبي العالمية - رجال (الإنجليزية)
- نايجل هنت عل موقع إسبنسكروم (الإنجليزية)
- نايجل هنت على موقع ItsRugby.co.uk (الإنجليزية)
- نايجل هنت على موقع اتحاد ألعاب الكومنولث (مؤرشف) (الإنجليزية)